# Aptenocanthon hopsoni
Aptenocanthon hopsoni là một loài bọ cánh cứng trong họ Bọ hung (Scarabaeidae).